# 穆凯德
穆凯德（Mukhed），是印度马哈拉施特拉邦Nanded县的一个城镇。总人口25936（2001年）。

## 人口
该地2001年总人口25936人，其中男性13359人，女性12577人；0—6岁人口4173人，其中男2214人，女1959人；识字率62.87%，其中男性为71.84%，女性为53.34%。